# Eparchie Abu Qurqas
Die Eparchie Abu Qurqas ist eine Eparchie der mit der römisch-katholischen Kirche unierten koptisch-katholischen Kirche mit Sitz in Abu Qurqas in Ägypten.
Der Patriarch der koptisch-katholischen Kirche, Ibrahim Isaac Sidrak, errichtete die Eparchie am 7. Januar 2020 im Einvernehmen mit der Synode und nach Konsultation des Heiligen Stuhls aus Gebietsabtretungen der Eparchie Minya. Zum ersten Bischof der Eparchie wählte die Synode Bechara Giuda OFM.